# Слагање речи
Слагање речи или композиција је творбени процес у граматици којим настају сложенице. Слагање је процес спајања две слободне морфеме, независно од врсте речи, при чему се добијају нове речи (лексеме). За разлику од деривације, творбеног процеса којим се добијају изведене речи (кућ-ица, цвет-ак), морфеме који учествују у слагању речи могу стајати самостално (Бео-град, буба-мара). Приликом слагања, други члан сложенице постаје носилац граматичких особина новодобијене речи.
Слагање речи се може вршити:
а) једноставним спајањем морфема: бубамара, чуваркућа.
б) посредством инфикса (спојних вокала); у српском језику то су спојни вокали -о-/-е-: водопад, кућепазитељ.
в) префиксацијом (префиксима домаћег или страног порекла): нечовек, потпредседник, надбискуп, архетип.
Слагање речи префиксацијом веома је продуктиван тип творбе речи у српском језику.

## Творба именица слагањем у српском језику
Именичке сложенице настају спајањем именице с неком другом именицом или другим врстама речи – глаголима, придевима, предлозима, бројевима. Примери именичких сложеница су: Београд, Димитровград, водопад, бубамара, чуваркућа, једанпут. У датим примерима назива градова први део сложенице је придев (описни или присвојни), а у другом делу се налази именица град, док је сложеница једанпут настала слагањем основног броја и именице. Приликом слагања, именица која стоји на другом месту постаје носилац граматичких особина новодобијене речи. Именичке сложенице имају само један акценат.
Посебну групу именичких сложеница чине императивне сложенице. Овакви спојеви у првом делу сложенице имају облик императива 2. лица једнине неког глагола, а у другом делу именицу: висибаба, смрдибуба, дерикожа, пазикућа. У таквим спојевима речи, увек се може реконструисати полазна реченица, на пример: Онај који пази кућу = пазикућа. 

## Творба придева слагањем у српском језику
Придевске сложенице настају спајањем  придева с неким другим придевом, именицом, прилогом или префиксом. Придев стоји на другом месту у сложеници и он је носилац граматичких особина сложенице.
Кад је у питању слагање два придева, оно се најчешће остварује преко спојног вокала -о-, као у следећим примерима: новоизграђен, српскохрватски, глувонем, правоснажан. У примерима тамноцрвен, мркожут, високонапонски, придев је спојен с прилогом. Овим начином грађења речи добијен је највећи број придева који означавају нијансе различитих боја. Примери плодоносни, гасоводни, водоотпорни, представљају случајеве у којима је придев спојен с именицом помоћу спојног вокала -о-.
Веома продуктиван начин творбе придева јесте слагање помоћу префикса:
а) префикси -а, -анти, -не: асоцијалан, аполитички антикомунистички, антивладин, незахвалан, нелегалан.
б) придеви субјективне оцене: омален, повелик, приглуп, просед, превисок, полуписмен, ултрамодеран, квазиуметник.

## Творба глагола слагањем у српском језику
Као и код слагања именица и придева, префискална творба глагола је веома продуктиван модел творбе, готово неограничен у српском језику: препричати, пропустити, нарадити се, доставити, избацити.
Додавањем префикса на глаголе, често се мења глаголски вид. Тако глаголи несвршеног вида (имперфективни) пливати, причати, трчати, спајањем са префиксом пре-, постају глаголи свршеног вида (перфективни). Префиксалном творбом глагола могу се означити различите фазе у извршењу дате радње: започети, напући, потрчати, избацити, претрчати итд.
Постоје и глаголске сложенице код којих је глагол на другом месту, а на првом нека друга врста речи – именица, прилог, број. Оне могу могу настати:
а) директним спајањем: дангубити.
б) посредством спојних вокала: кривотворити, руководити, злостављати.